# اورتساکی
اورتساکی (به لاتین: Urtsaki) یک منطقهٔ مسکونی در روسیه است که در شهرستان داخادایفسکی واقع شده‌است.